# Kocheiche

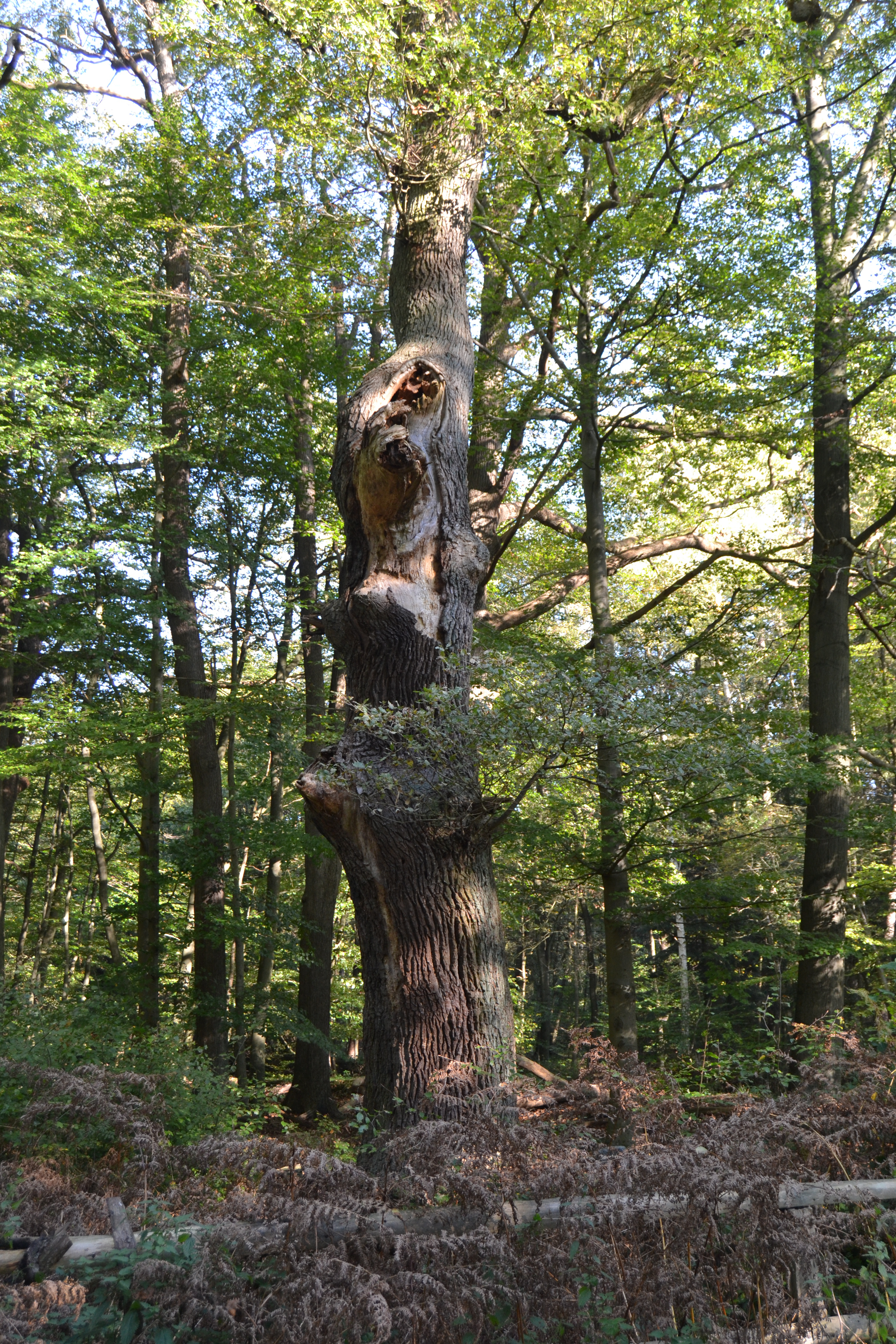
Naturdenkmal Kocheiche

Die Kocheiche ist ein Naturdenkmal in Kummerfeld, Kreis Pinneberg.
Ihr Standort befindet sich Kummerfelder Wohld/Gehege in der Nähe einer Wegspinne bzw. Weggabelung.
Die Stieleiche (Quercus robur) ist seit dem 19. Dezember 1997 als Naturdenkmal bei der Unteren Naturschutzbehörde des Kreises Pinneberg mit der Nummer 37/04 gelistet. Sie hat einen Stammumfang von 3,90 Meter (2011) in einem Meter Höhe und gehört zu den historisch bedeutsamen Orten im Kreis Pinneberg. Das Alter des Baumes wird auf 200 bis 250 Jahre geschätzt. Der Sage nach soll unter dem Baum, nach einem grausamen Schicksal, ein armer Koch begraben sein. In den umliegenden Dörfern kursieren sehr unterschiedliche Versionen über das grausame Schicksal des armen Kochs, jedoch ohne nähere Anhaltspunkte.
Es ist eines der markanten und alten Baumexemplare im südlichen Schleswig-Holstein und das höchste und imposanteste Naturdenkmal im Kreis Pinneberg.